# Martin Rueda
Martin Rueda, né le 9 janvier 1963 à Zurich, est un footballeur suisse devenu entraîneur.

## Biographie
Martin Rueda dispute 422 matchs dans les championnats suisses, inscrivant un total de 53 buts. Il remporte avec le FC Lucerne une Coupe de Suisse en 1992.
Au cours de sa carrière en club, il participe à la Ligue des champions, à la Coupe d'Europe des vainqueurs de coupe, et enfin à la Coupe de l'UEFA. Le 21 octobre 1992, il inscrit un but en Coupe des coupes, contre le club néerlandais du Feyenoord Rotterdam (victoire 1-0).
Il reçoit sa première sélection en équipe de Suisse le 8 septembre 1993, contre l'Écosse, dans le cadre des éliminatoires du mondial 1994. Il joue un total de cinq matchs avec la sélection helvétique.
Il devient entraîneur des BSC Young Boys en juin 2012, avant d’être remercié en avril 2013.
Martin Rueda remplace Stéphane Henchoz comme entraîneur intérimaire de Neuchâtel Xamax FCS, dès le 13 décembre 2020 et pour les trois derniers matches de l’année civile 2020.

## Carrière de joueur
- 1984-1987 : Grasshopper Zürich  Suisse
- 1986-1991 : FC Wettingen  Suisse
- 1991-1995 : FC Lucerne  Suisse
- 1995-1998 : Neuchâtel Xamax  Suisse

## Palmarès

### Joueur
- Vainqueur de la Coupe de Suisse en 1992 avec le FC Lucerne

### Entraîneur
- Champion de Challenge League (D2) en 2011 avec le FC Lausanne-Sport